# Přírodní park Česká Kanada
Přírodní park Česká Kanada je chráněné území, konkrétněji přírodní park, o rozloze 283 km² v okrese Jindřichův Hradec, který byl vyhlášen v roce 1994 jindřichohradeckým okresním úřadem a upraven nařízením Jihočeského kraje č. 1/2004. Přírodní park se nachází v Českomoravské vrchovině mezi Novou Bystřicí, Kunžakem, Slavonicemi a hranicí s Rakouskem. Oblast je ceněna pro zachování člověkem málo pozměněné krajiny, jelikož část přírodního parku byla za minulého režimu součástí pohraničního pásma a tudíž byla z velké části ponechána svému osudu. Díky tomu zde mohly přežívat vzácné, na mnoha místech i chráněné druhy.
Nalézá se zde přírodní bohatství málo ovlivněné lidskou činností. Množství zarostlých lesů, pastvin, kopců, vodních ploch a balvanů, sychravé počasí, chladné zimy, ale i řídké osídlení, to vše připomíná krajinu severoamerické Kanady. Pravděpodobně právě pro tyto podobnosti a za účelem propagace oblasti, pojmenoval Jaroslav Arnošt Trpák popisovanou krajinu Českou Kanadou.
Drsnou, ale romantickou krajinu České Kanady popisuje Petr Pokovba takto:
"Země borovic a skal, pastvin a luk, tajných zákoutí skrytých v pohraničí. Kraj lidí, kteří znají jeho tichou krásu. Místo, které opustil čas, aby jej člověk mohl milovat a ctít."

## Lokalita

### Geografická poloha
Přírodní park Česká Kanada spadá dle historického dělení České republiky z velké části do území Čech a částečně i Moravy. Nachází se zde místo, kde se potkávají hranice Čech, Moravy a Dolního Rakouska. Bod střetu těchto tří historických hranic je nazýván Trojmezí. Podle současného dělení patří přírodní park do Jihočeského kraje, konkrétně do východní části jindřichohradeckého okresu.
Přírodní park se nalézá na jihozápadním kraji Českomoravské vrchoviny ve výšce mezi 468 až 732 m nad mořem. Nejvyšší vrchol v této oblasti je Vysoký kámen (732 m n. m.)
První velkoplošný přírodní park byl vyhlášen v roce 1994 jindřichohradeckým okresním úřadem a jeho rozloha byla větší než současná. Později byla Česká Kanada dle Nařízení Jihočeského kraje č. 1/2004 ze dne 6. dubna 2004 o přírodním parku Česká Kanada znovu vytyčena. Oblast je přibližně ohraničena na jihu česko-rakouskou hranicí, na západu Novou Bystřicí, na severu Kunžakem, na východu Českým Rudolcem a Slavonicemi.

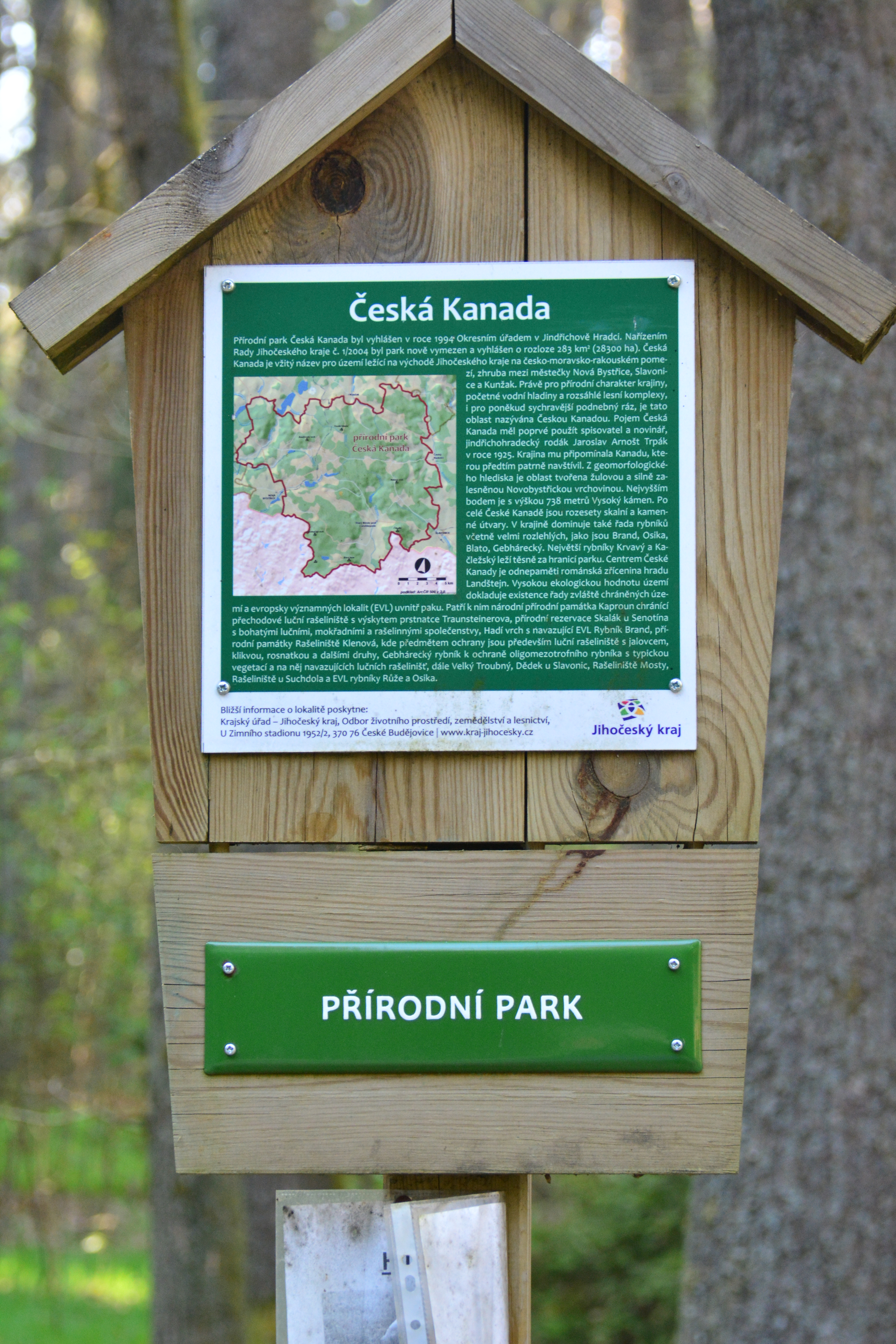
Cedule Přírodní park Česká Kanada v zaniklé obci Romava.

## Historie

### Vývoj lokality
Na území dnešního přírodního parku vznikl před 327 miliony let hercynským vrásněním moldanubický pluton. Jedná se o největší pluton Českého masivu.
Před 50 miliony let došlo k poklesu zemského povrchu, který zapříčinil vznik sladkovodního jezera pokrývajícího celou oblast. Postupem času jezero odteklo na jih a na sever. Z jeho zbytků se vytvořila jezera, močály a bažiny, které na území přetrvávají do dneška.
Glaciály se v oblasti České Kanady projevily ve formě chladných tunder. Před 10 000 lety se krajina v Čechách oteplila a pronikala sem boreální vegetace, docházelo k zalesnění.
Ve 20. století došlo ke dvěma zásadním událostem, které přispěly k navýšení rozlohy lesních porostů. První bylo zastavení nerentabilní pastvy ovcí ve vyšších oblastech a podhůří kvůli silné zahraniční konkurenci na českém trhu. Druhou příčinou byly události v pohraničí po druhé světové válce, zejména odsun obyvatelstva a zřízení pohraničního pásma.
V současné době se krajina skládá z mozaikovitých útržků extenzivně obdělávaných zemědělských ploch, kamenitých pastvin, lesů, vodních ploch, toků, kamenných mezí a lučních pastvin.

### Historie využití člověkem
Nejstarší archeologické nálezy, které dokazují dočasnou přítomnost člověka v oblasti přírodního parku České Kanady, pocházejí z období 8.–12. století. Jeden z nálezů byl objeven v již zaniklé obci Pfaffenschlag.
Během 13. a 14. století docházelo pod vládou rodové větve Vítkovců nazývané páni z Landštejna k budování prvních sídel (např. dnešní Nová Bystřice). Docházelo k velkému růstu obyvatelstva českého i rakouského původu.
Dobou největšího rozkvětu se pak stalo 16. století, kdy docházelo k budování mnohých rybníků, čímž Jihočeský kraj nabýval na slávě a bohatství.
V 17. století byla oblíbeným koníčkem myslivost, jež byla hojně praktikována i ve zdejších lesích.
Dne 1. listopadu 1897 byl zahájen provoz úzkorozchodné trati Jindřichův Hradec – Nová Bystřice. V červnu 1900 údajně putoval ranní úzkokolejkou JHMD Jára Cimrman, který byl během přepravy donucen nedobrovolně vystoupit, jelikož neměl jízdenku.
V letech 1935–1938 byl v pohraničí vystavěn pás opevněných bunkrů nazývaných řopíky (zkratka Ředitelství opevňovacích prací). Bylo zde vystavěno cca 400 bunkrů, které však kvůli pomnichovské demobilizaci nebyly plně využity.

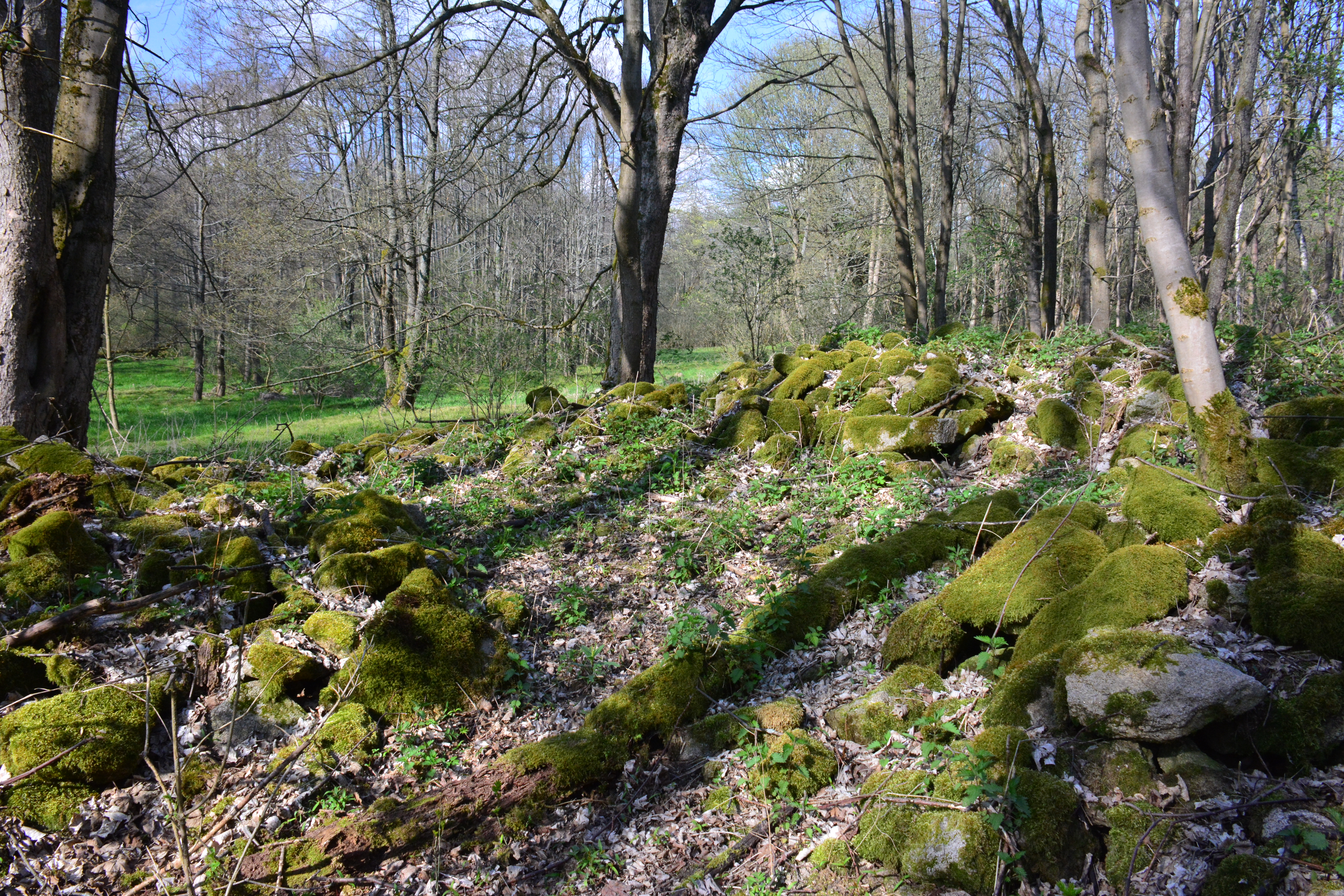
Pozůstatky zaniklé vesnice Romava.

Koncem května 1945 byly z pohraničních vesnic vystěhovány německé farmářské a lesnické rodiny. Jednalo se mimo jiné o vesnice Romava, Košťálkov, Rajchéřov a Návary. Obyvatelům pohraničních vesnic bylo partyzány oznámeno, že se do 2 hodin (někde pouze do půl hodiny) musejí vystěhovat. Náhle se jejich domovy staly opuštěnými a vesnice začaly chátrat. O pár let později byly do pustých domů nastěhovány mladé manželské páry a rodiny; např. do obce Rajchéřov bylo roku 1946 nastěhováno celkem 17 rodin, z toho 10 rodin zemědělců a 7 rodin lesníků. Roku 1951 byla zřízena pohraniční oblast zvaná železná opona a rodiny se musely z pohraniční oblasti znovu vystěhovat.
Některé vesnice byly v 60. a 70. letech srovnány se zemí, např. Romava, Rajchéřov, Kuní, Košlák, Košťálkov, Dětříš, Stará Huť, Pernárec a další. Tyto zaniklé vsi jsou tak v současnosti patrné pouze ve formě rozpadlých zbytků zdí, sklepů, pomníků, kapliček atd.
Do roku 1989 byla půda v oblasti České Kanady užívána pro intenzivní zemědělství, kde bylo užíváno množství hnojiv, která se dlouhodobě udržují v krajině. Po roce 1990 dochází k postupné extenzifikaci zemědělství a zároveň i ke zmenšení rozlohy orné půdy zalesňováním a zatravňováním orné půdy. Preferuje se např. chov skotu volně na pastvách před intenzivním vysokovýnosovým chovem.
V 90. letech začal být kraj navštěvován turisty a v roce 1994 byl Okresním úřadem Jindřichův Hradec vyhlášen Přírodní park Česká Kanada, který měl rozlohu 448,3 km2 a obsahoval řadu území, která byla z dnešního přírodního parku vyňata. Ve stejném roce projevily tři nizozemské firmy zájem o oživení obce Rajchéřov vybudováním rekreačního centra. Ze stavby areálu však nakonec sešlo, kvůli obavám z dopadu na životní prostředí.
V roce 2004 vydal Jihočeský kraj Nařízení č. 1/2004, čímž zrušil vyhlášku Okresního úřadu Jindřichův Hradec z roku 1994 a vyhlásil nový přírodní park. Stalo se tak na základě změny kompetence vyhlašovat přírodní park ve prospěch kraje. Dalším důvodem nového vyhlášení byla nutnost úprav omezení podle současně platného zákona o ochraně přírody a krajiny.
V poslední době se zde nachází malý počet trvale obydlených míst, většinou se jedná o sezónní chalupářské oblasti. Chybí zde větší města, průmyslové parky, nákupní střediska a další moderní budovy.

### Hranice přírodního parku
První velkoplošný přírodní park byl na tomto území vyhlášen v roce 1994 jindřichohradeckým Okresním úřadem a jeho rozloha byla větší než současná. Později byl přírodní park Česká Kanada dle Nařízení Jihočeského kraje č. 1/2004 ze dne 6. dubna 2004 znovu vytyčen do současné podoby. Oblast je přibližně ohraničena na jihu česko-rakouskou hranicí, na západě Novou Bystřicí, na severu Kunžakem a na východě Českým Rudolcem a Slavonicemi.

## Přírodní poměry

### Geologie
Zdejší geologická oblast se nazývá moldanubikum. Konkrétně se jedná o moldanubický pluton s převažující horninou granitem neboli žulou, výjimečně křemenem. Charakter oblasti je převážně pahorkatinný.

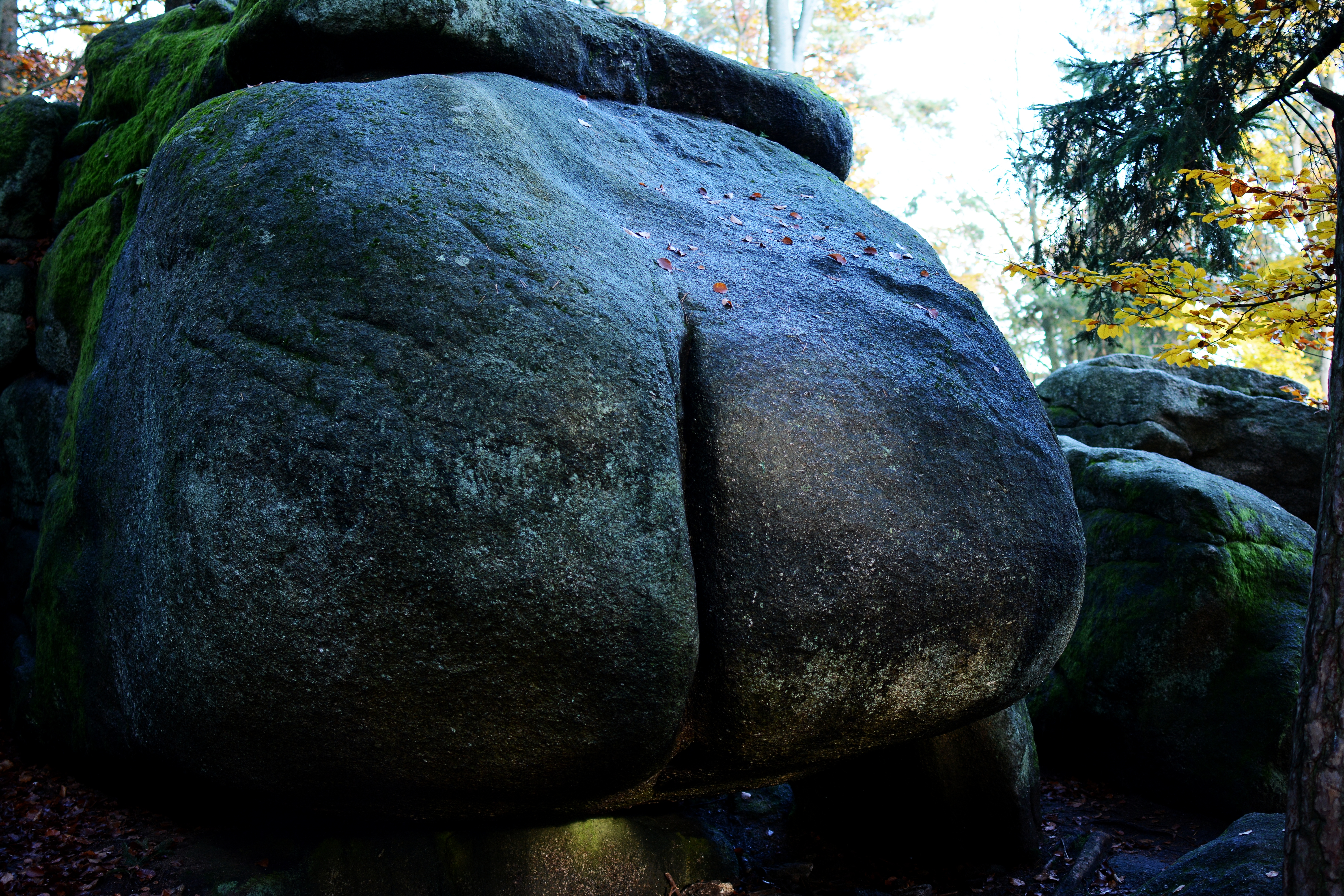
Žulový balvan s názvem Ďáblova prdel u Valtínova

Oblast České Kanady náleží ve vyšším geologickém členění do Hercynského systému, subsystému Hercynská pohoří, dále do provincie České vysočiny a soustavy Českomoravské vrchoviny. Podcelek soustavy Českomoravská vrchovina v oblasti přírodního parku nazýváme Javořická vrchovina, která je tvořena masivy variských vyvřelin dvojslídného granitu a granodioritu číměřského typu. Skládá se ze dvou podřazených jednotek, kterými jsou Jihlavské vrchy a Novobystřická vrchovina. Součástí Novobystřické vrchoviny je Vysokokamenská vrchovina, ve které se nachází nejvyšší bod vysoký 732 m n. m. zvaný Vysoký kámen. Kromě vrchovin se v oblasti nalézají i významné sníženiny, např. Číměřská kotlina obklopující obec Číměř spolu s Koštěnickým potokem, Landštejnská kotlina kolem městysu Staré město pod Landštejnem spolu s potokem Pstruhovcem, a částečně do oblasti zasahuje Rudolecký prolom obklopující Bolíkovský potok.
Významnými znaky přírodního parku Česká Kanada jsou žulové skalní útvary. Vyskytují se zde hojně v mnoha různých tvarech vzniklých zvětráváním hornin. Bývají to solitérní balvany, ale i různé sestavy balvanů, skalní útvary, viklany, dolmeny, mrazové sruby, skalní výchozy, skalní mísy, dutiny, kamenné brány atd. Tvary často víří lidskou představivost a tak dostávají balvany i jejich seskupení zajímavá jména. Jedním z těchto případů je i tzv. Ďáblova prdel.

### Pedologie
Půdy v oblasti přírodního parku nejsou příliš úrodné. Půdní typy pokrývající oblast přírodního parku jsou většinou podzoly a kambizemě. Jedná se o dystrické, modální až občasně kyselé (nasycené hliníkem) kambizemě, které často nalézáme pod lesními porosty. Kambizemě často nacházíme samostatně anebo spolu s modálními pseudogleji. Na svazích se promýváním kyselého nadloží vytvořily kambické podzoly a kryptopodzoly, které zabírají většinu území.

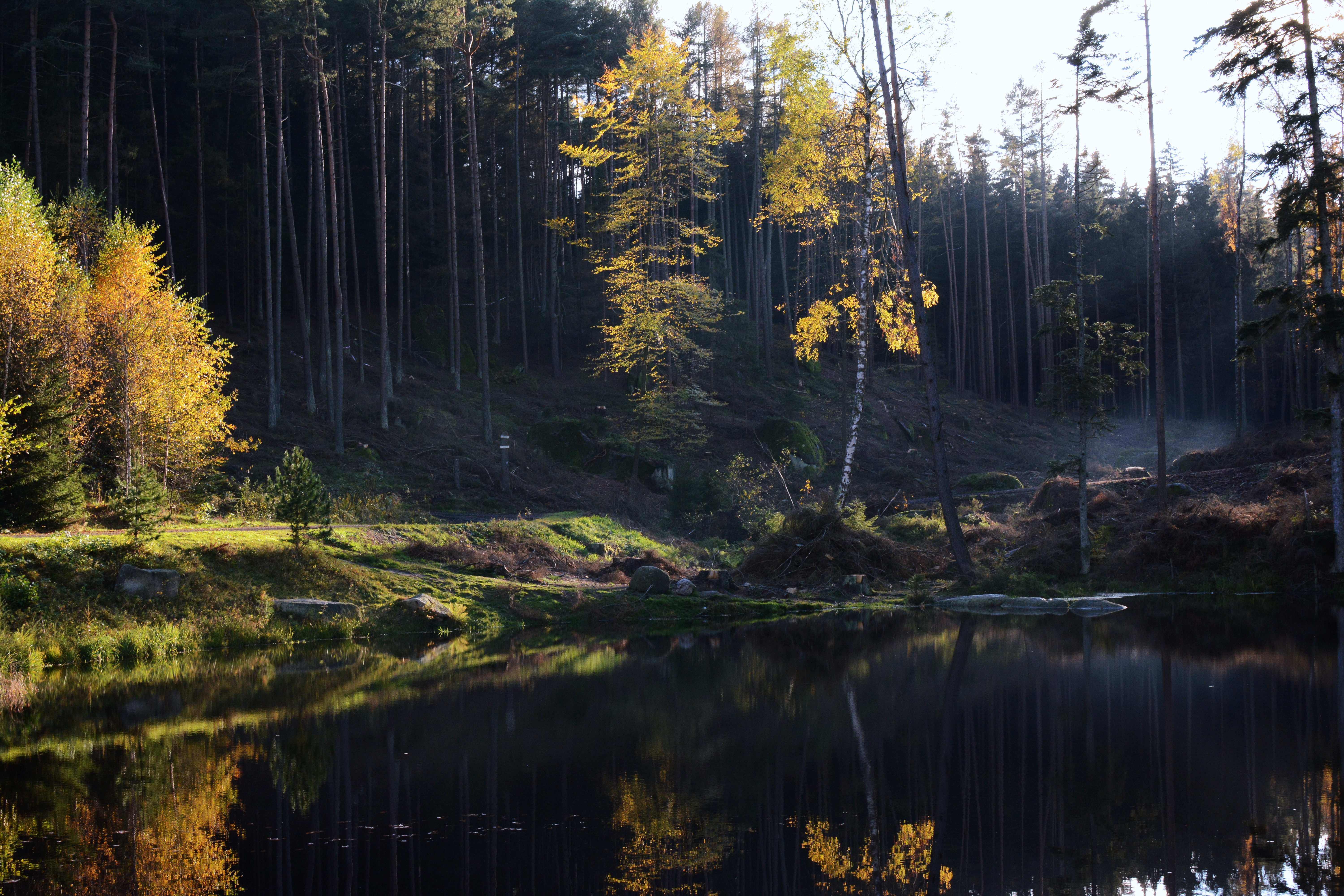
Rybník z kaskády rybníků u Valtínova.

### Hydrologie
V oblasti přírodního parku se nachází množství drobných toků, které spadají do povodí Nežárky a Moravské Dyje. V rámci evropského rozvodí spadá Nežárka do povodí Labe, které náleží do úmoří Severního moře. Povodí Dyje, jehož nadřazeným povodím je Dunaj, který se vlévá do Černého moře. V dané oblasti se vyskytuje rozvodí – hranice dvou evropských úmoří, Černého a Severního moře.
V oblasti přírodního parku se vyskytuje množství menších toků, např. Koštěnický potok, Struha, Pstruhovec, Dračice a Slavonický potok s vodními mlýny. Většina z nich slouží k napájení rybníků. Podobně jako na blízkém Třeboňsku se i v oblasti České Kanady rozlévá množství rybníků, např. chráněný Gebhárecký rybník, Dolní a Horní žišpašský rybník nebo turisticky známé rybníky jako Osika a Zvůle. Nachází se zde i vodní nádrž s pitnou vodou Landštejn se stejnojmenným, nad ní se tyčícím hradem. Je zde i množství rašelinišť nasycených půdní vodou.

### Vegetace

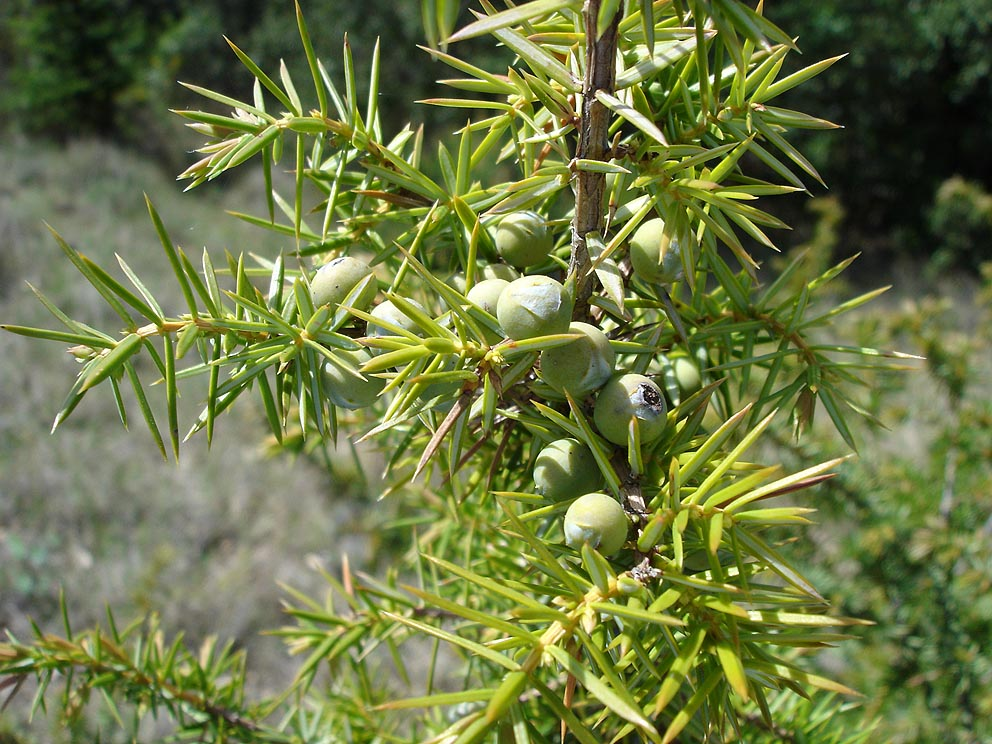
Jalovec obecný (Juniperus communis)

Přírodní park se rozkládá ve fytogeografické oblasti mezofytikum, charakteristické přechodem mezi teplomilnou a chladnomilnou vegetací. V podrobnějším členění spadá do fytogeografického okresu Českomoravské vrchoviny.
Původní přirozené lesy v oblasti přírodního parku byly bikové bučiny. Do dnešní doby se dochovala velká část, v níž převládá buk lesní (Fagus sylvatica). Bylinné patro reprezentují bika bělavá (Luzula luzuloides), metlička křivolaká (Avenella flexuosa) a lipnice hajní (Poa nemoralis).
V nížinách u Starého města pod Landštejnem se vyskytují acidofilní bikové a jedlové doubravy. Tato prostředí se vyznačují přítomností rostlinstva jako černýš luční (Melampyrum pratense), konvalinka vonná (Convallaria majalis) a výrazně zastoupený dub letní (Quercus robur). Pro vlhčí a chladnější jedlové doubravy jsou typické rostliny jedle bělokorá (Abies alba), ostřice třeslicovitá (Carex brizoides). V sušších a teplejších oblastech převládají bikové doubravy s borovicí lesní (Pinus sylvestris).

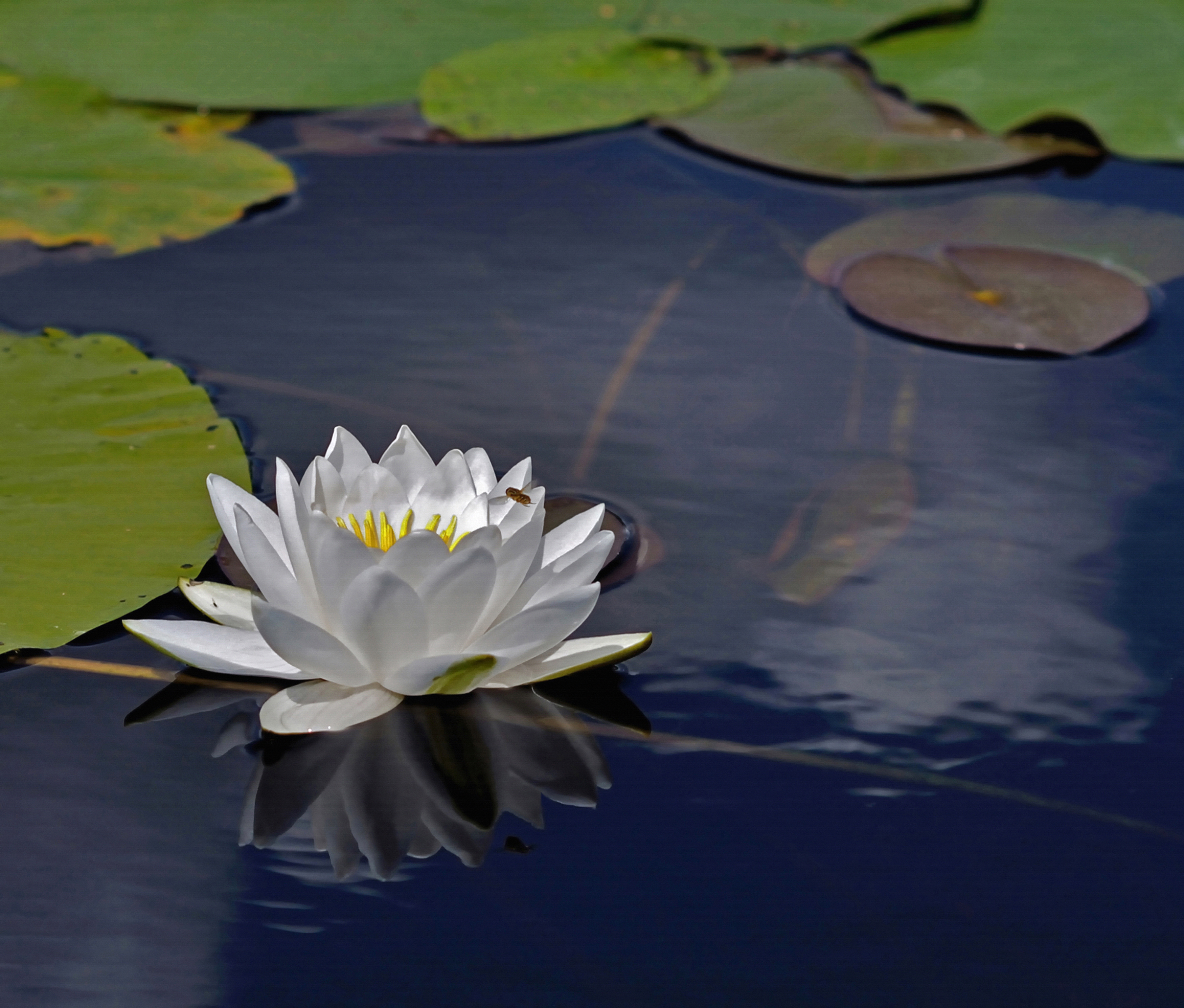
Leknín bělostný (Nymphaea candida)

V podhůří Českomoravské vrchoviny, např. mezi Návarami a Rajchéřovem, se vyskytují lužní lesy, ovšem jejich typický podrost zde chybí. V oblasti Javořických vrchů ve výškách nad 700 m n. m. lze nalézt horské smrkové (místy i květnaté) bučiny, kde dominuje dle podmínek dub nebo smrk. Doprovází je v bylinném patře kokořík přeslenitý (Polygonatum verticillatum), kyčelnice devítilistá (Dentaria enneaphyllos) a plavuň pučivá (Lycopodium annotinum). Nejvýše položené oblasti Jihlavských vrchů s převážně chladnomilnými rostlinami řadíme do fytogeografické oblasti oreofytika.
K vegetačním typům vyskytujícím se v celé oblasti patří pcháčové louky v nivách, široce rozšířená vřesoviště, balvanovité pastviny s keříčkovou vegetací, např. jalovec obecný (Juniperus communis), i mokřadní olšiny. Dále se v celé oblasti rozprostírají mnohá slatinná a přechodová rašeliniště s ostřicovomechovými společenstvy. Významné jsou i rostlinné porosty na březích rybníků, kde se vyskytuje např. chráněný bazanovec kytkokvětý (Lysimachia thyrsiflora) a jedovatý ďáblík bahenní (Calla palustris). Čisté rybníky bývají obrostlé ohroženým leknínem bělostným (Nymphaea candida) a puchýřkou útlou (Coleanthus subtilis).

### Fauna
Oproti ostatním oblastem Jihočeského kraje se v České Kanadě vyskytují i některé vzácnější druhy, jako pestřenka čmeláková (Volucella bombylans), kloš silnochlupý (Lipoptena fortisetosa) atd. Mezi další bezobratlé živočichy, kteří se v oblasti vyskytují, patří chránění hnědásek rozrazilový (Melitaea diamina), střevlík řetízkový (Carabus problematicus) a nechráněná mandelinka Hispa atra, která se do oblasti rozšířila z jižní Moravy.

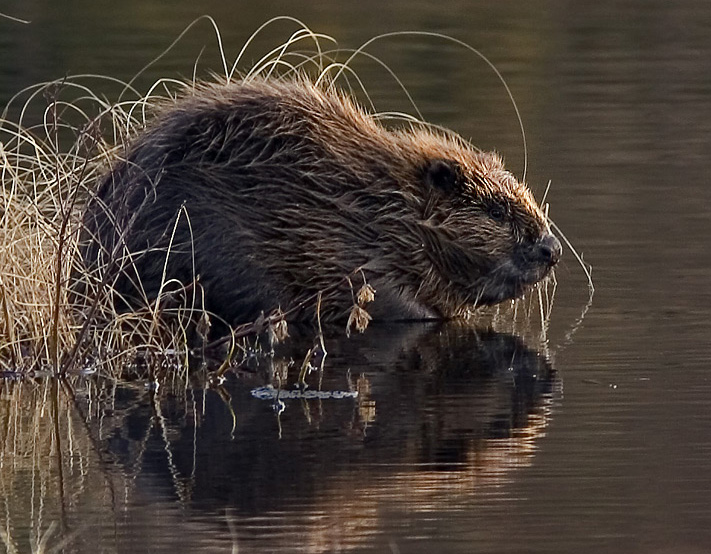
Bobr evropský (Castor fiber)

Nejhojněji se vyskytujícími obojživelníky jsou skokan zelený (Rana klepton esculenta) a skokan ostronosý (Rana arvalis). Z plazů je často nalézána zmije obecná (Vipera berus) a ještěrka živorodá (Zootoca vivipara).
Ptactvo je v oblasti České Kanady hojně zastoupeno. Lesy obývají kulíšek nejmenší (Glaucidium passerinum), lelek lesní (Caprimulgus europaeus) a sluka lesní (Scolopax rusticola). Z vodních ptáků je zde široce rozšířen racek chechtavý (Larus ridibundus), potápka roháč (Podiceps cristatu), polák chocholačka (Aythya fuligula), kormorán velký (Phalacrocorax carbo). Dále silně ohrožení kvakoš noční (Nycticorax nycticorax) a volavka bílá (Egretta alba), kriticky ohrožený orel mořský (Haliaeetus albicilla), ohrožení hýl rudý (Carpodacus erythrinus) a moták pochop (Circus aeruginosus).
Konopka obecná (Linaria cannabina) zde má na jalovcích jedno z mála přirozených útočišť. V posledních letech byl v této oblasti zaznamenán výskyt kurů dříve se plošně vyskytujících a dnes žijících pouze v několika málo oblastech, např. tetřeva hlušce (Tetrao urogallus) a jeřábka lesního (Bonasa bonasia).
V oblasti přírodního parku můžeme nalézt i silně ohrožené savce, např. rysa ostrovida (Lynx lynx) a bobra evropského (Castor fiber). Dříve se zde vyskytoval i los evropský (Alces alces), který se přesunul do oblasti Šumavy.

## Ochrana
Pro přírodní park Česká Kanada nebyl vydán jednotný plán péče. Pro jednotlivá chráněná území přírodního parku byly vydány plány péče, ve kterých je často zmiňováno, že díky vyhlášení chráněných území nedochází k většímu narušování krajiny. Hrozbou pro celou oblast by mohly být invazní druhy, jako např. rak signální (Pacifastacus leniusculus), vysazování smrkových monokultur v mokřadních a jiných oblastech, intenzifikace zemědělství a další.

### Management krajiny

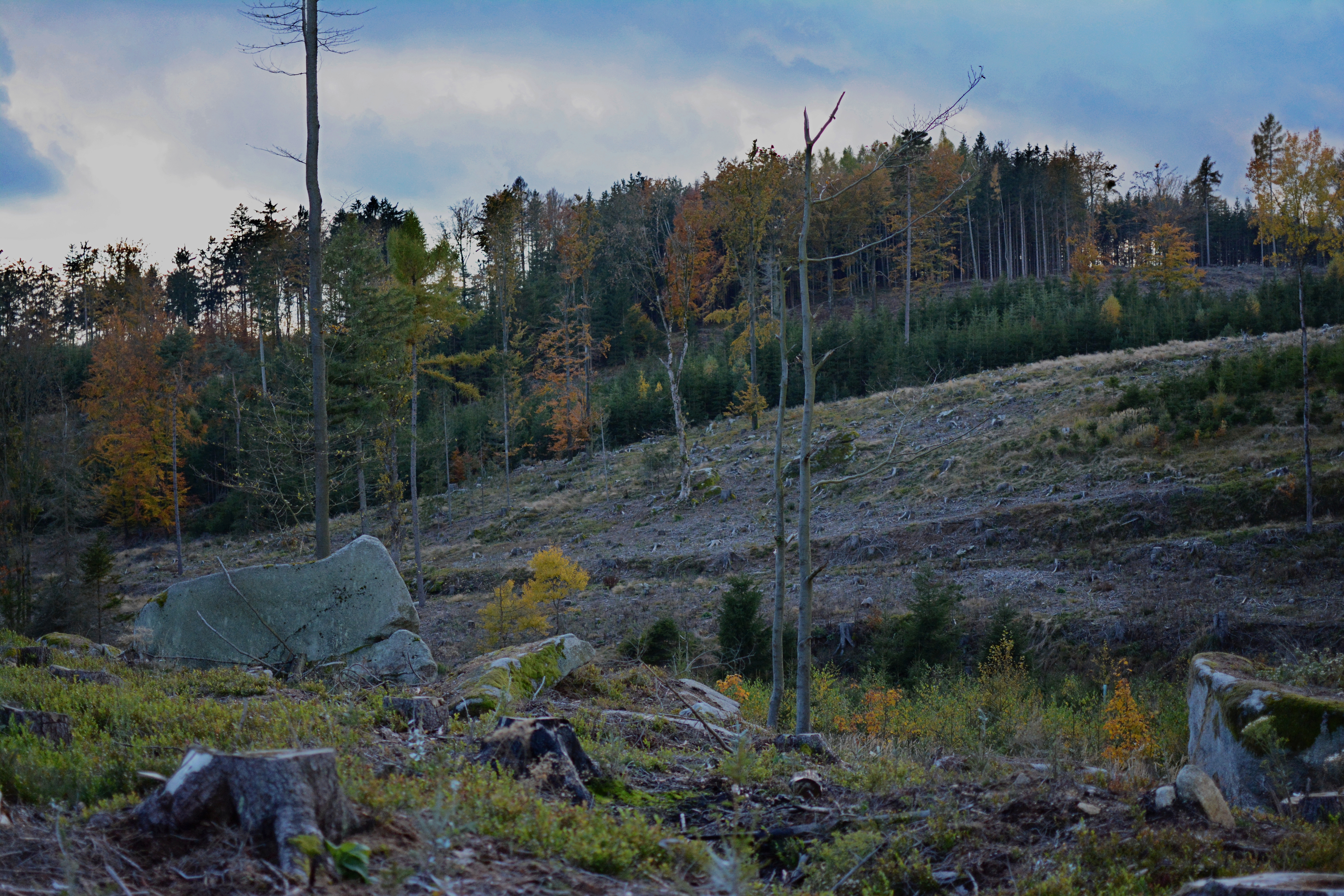
Vykácený les u Terezína.

V 19. století bylo stelivo v lesích hrabáno a často v nich docházelo i k pastvě dobytka. Pravidelná pastva dobytka na pastvinách napomáhá k zachování teplomilných druhů rostlin. Dnes se zde pastva praktikuje omezeně a pastviny často zarůstají. I přesto je možné v přírodním parku pozorovat stáda krav nebo bizona amerického (Bison bison), který je uměle chován u obcí Rožnov a Veclov.
V minulých staletích byl kladen důraz na odvodňování krajiny, protože zde dopadá ročně velké množství srážek. Vysázením smrkových monokultur došlo ke značné přeměně krajiny, avšak protože smrky vodu nezadržují, problém se otočil. Nyní je naopak vhodné vodu v oblasti zadržovat např. zatravňováním oblastí, přítomností rybníků, rašelinišť atd.
Ve velkém rozsahu se zde těží dřevo, jelikož vysázené smrkové porosty velmi snadno napadá lýkožrout smrkový (Ips typographus) a napadené stromy je nutné vytěžit a odvézt pryč.
Pro zachování stávajících přírodních poměrů je nutný management krajiny, jako např. pastva ovcí, kosení části luk, prosekávání křovin, vypalování porostů atd. Bez náležitého řízení může dojít k zániku cenných přírodních charakteristik.

### Chráněná území

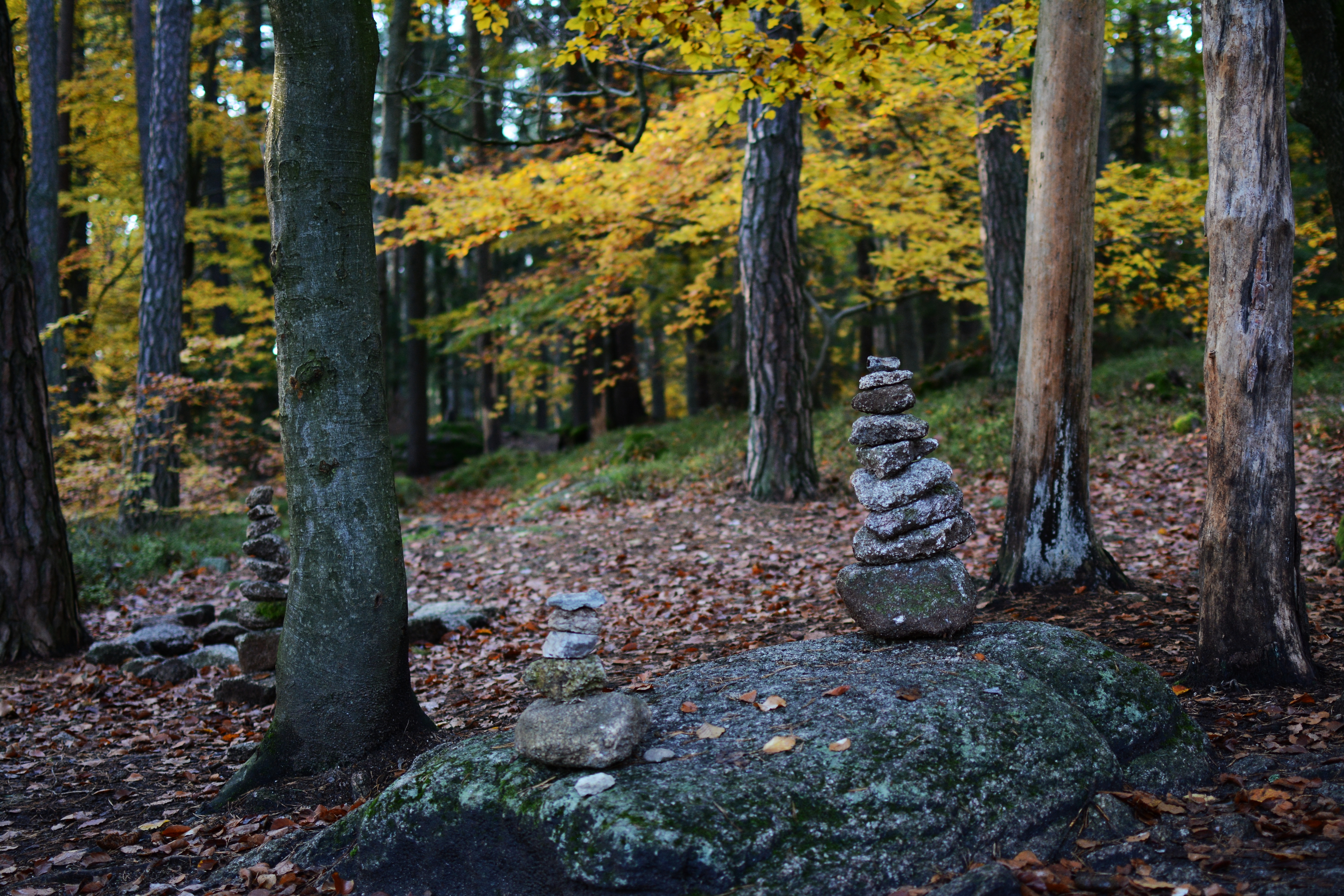
Smíšený les s kamennými mohylami u Valtínova

Přírodní park Česká Kanada je sám o sobě rozsáhlé chráněné území o rozloze 283 km2. Některé lokality zahrnuty v přírodním parku si vysloužily svůj vlastní status chráněného území (Seznam chráněných území v okrese Jindřichův Hradec):
- Dědek u Slavonic – PP, bohatá diverzita planktonních organismů a výskyt chráněných rostlin
- Hadí vrch – PR, chráněné porosty jalovce obecného
- Gebhárecký rybník – PP, chráněné luční mokřady a oligotrofní rybník s výskytem chráněných organismů
- Jalovce u Valtínova – PR, chráněné porosty jalovce obecného
- Kaproun – NPP, chráněné ekosystémy rašelinišť
- Rašeliniště Mosty – PP, chráněné luční mokřady
- Rašeliniště u Suchdola – PP, výskyt vzácných druhů
- Skalák u Senotína – PR, zachování přírodních poměrů, výskyt ohroženého leknínu bělostného (Nymphaea candida)
- Velký Troubný – PP, chráněný pro bohatou diverzitu planktonních organismů

## Turismus

### Dopravní dostupnost
Dopravní infrastruktura zde není příliš rozsáhlá. Vyskytuje se zde malé množství silnic, po kterých jezdí autobusové spoje na trase Jindřichův Hradec – Nová Bystřice – Slavonice.
Turisticky vyhledávaným dopravním prostředkem v přírodním parku Česká Kanada je úzkorozchodná dráha – úzkokolejka Jindřichohradeckých místních drah. Její trať začíná v Jindřichově Hradci, končí v Nové Bystřici (tj. zhruba 33 km) a v motorovém vlaku trvá jízda cca 1,5 hodiny. V létě jezdí stejnou tratí i parní vlaky. Ročně přepraví úzkorozchodná trať zhruba 370 000 cestujících.

### Zajímavosti

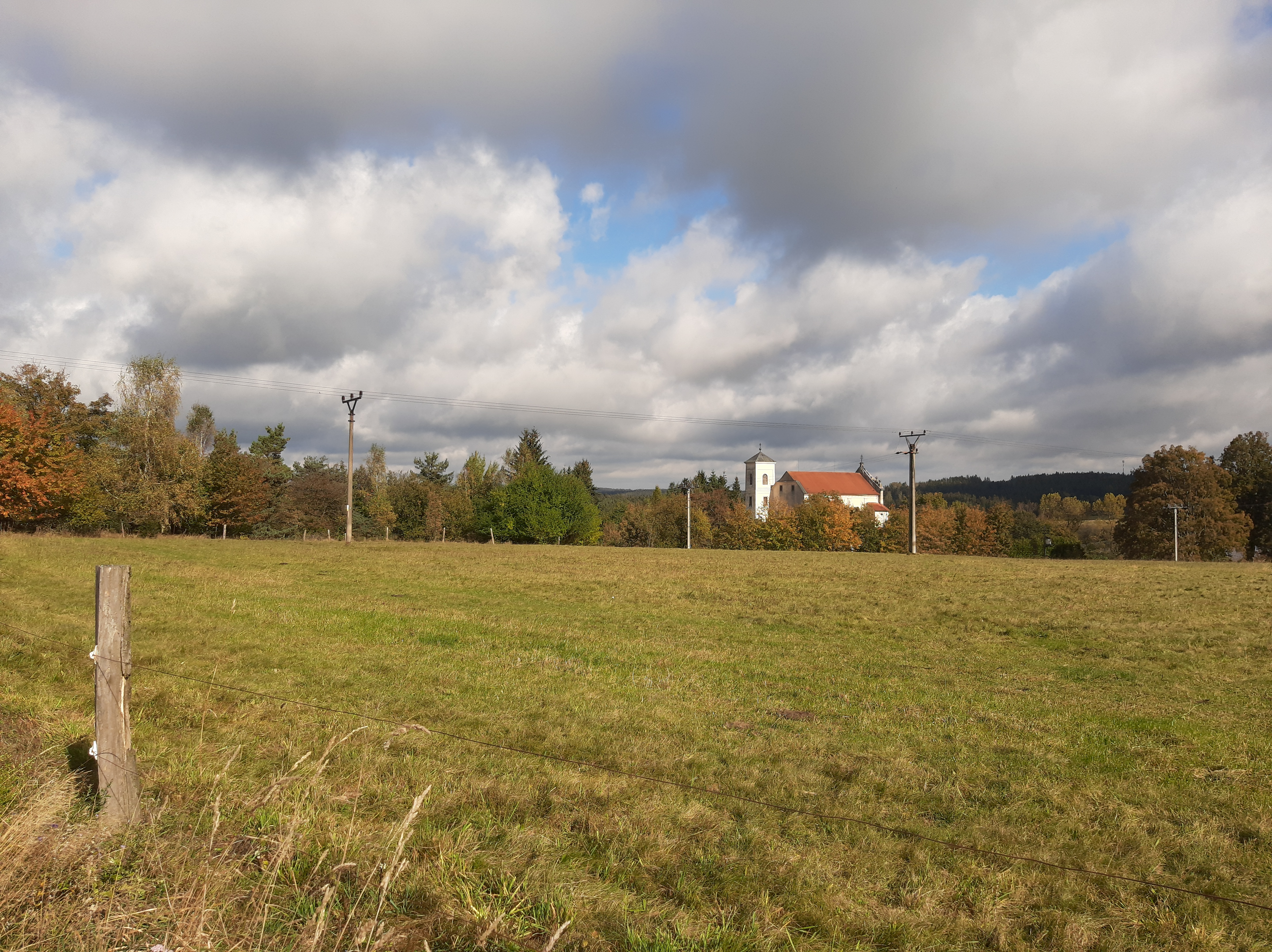
Kostel Nejsvětější Trojice v Klášteře u Nové Bystřice, v popředí doprovázen typickými pastvinami.

Jednou z kulturních dominant přírodního parku je hrad Landštejn, který byl postaven ve 13. století. V 60. letech se skupina historických nadšenců rozhodla zříceninu hradu obnovit a začala ho rekonstruovat. Při rekonstrukci se ztratilo množství archeologicky významných předmětů, které byly vyvezeny jako suť neznámo kam. Hrad Landštejn bývá označován jako král České Kanady nebo také Pomezní kámen.
Kostel Nejsvětější Trojice v obci Klášter u Nové Bystřice se za minulého režimu rozpadal a znovu byl obnoven díky činnosti duchovních a rodině správce kostela Havlíčka. V kostele se nachází dřevěný oltář a také podzemní prostory, které lze navštívit se svíčkou v ruce. Mezi kostelem a přilehlým rybníkem vyvěrá údajně léčivý pramen.
Za navštívení stojí i zbytky zaniklých vesnic a dochovaná funkční vodní pila Penikov.
Oblast přírodního parku je protkána mnoha trasami pro celoroční vyžití. Bylo zde vybudováno množství naučných stezek, cyklotras a více než 100 km běžkařských tras. Významná je Graselova stezka pojmenovaná podle lupiče Johanna Georga Grasela, který na počátku 19. století loupil v oblasti Slavonic.